# Michael Duff
Michael James Duff (Belfast, 11 gennaio 1978) è un allenatore di calcio ed ex calciatore nordirlandese, di ruolo difensore.

## Biografia
Sposato con Jess, da lei ha avuto due figli di nome Tommy e Jack.

## Caratteristiche tecniche

### Giocatore
Giocava come difensore centrale o come terzino destro.

## Carriera

### Calciatore

#### Club
Nel 1997 debuttò con il Cheltenham Town con cui collezionò un totale di 337 partite, di cui 300 in campionato, e 16 gol.
Il 22 aprile 1999, in una vittoria per 3-2 sullo Yeovil Town, segnò al 93º il gol che assicurò ai suoi la promozione in Football League Two.
Il 5 giugno 2004 si trasferì al Burnley per 30,000 sterline. Subì un brutto infortunio al legamenti crociato nella stagione 2007-2008 contro il Crystal Palace. L'11 aprile 2012 rinnova il suo contratto con il Burnley fino al 2013.
Il 9 maggio 2016, dopo 383 presenze complessive in 12 anni coi Clarets, annuncia il suo ritiro dal calcio giocato.

#### Nazionale
Il 13 febbraio 2002 esordì con l'Irlanda del Nord nell'amichevole persa contro la Polonia (1-4).
Successivamente prese parte a due partite storiche della nazionale nordirlandese: la vittoria per 1-0 sull'Inghilterra il 7 settembre 2005, e la vittoria per 3-2 sulla Spagna, il 6 settembre 2006.
Vanta complessivamente 24 presenze con la massima selezione nordirlandese, l'ultima delle quali il 2 giugno 2012 nell'amichevole persa 6-0 contro i Paesi Bassi.

### Allenatore
Terminata la sua carriera calcistica fa ritorno al Burnley in veste di allenatore delle giovanili.
Mantiene la carica sino al 10 settembre 2018, giorno in cui diviene l'allenatore della prima squadra del Cheltenham Town, l'altro club in cui aveva militato da calciatore.
Il 15 giugno 2022, due giorni dopo l'annuncio del suo addio al Cheltenham, diventa il nuovo tecnico del Barnsley. Con il club raggiunge la finale dei play-off, in cui esce sconfitto ai supplementari contro lo Sheffield Weds (1-0).
Il 22 giugno 2023 diventa il nuovo tecnico dello Swansea City. Il 4 dicembre seguente, a seguito degli scarsi risultati ottenuti e di problemi con la tifoseria dovuti al suo stile di gioco, viene esonerato.
Rimane senza squadra fino al 13 maggio 2024, giorno in cui viene assunto dall'Huddersfield Town.

## Statistiche

### Cronologia presenze e reti in nazionale
| Cronologia completa delle presenze e delle reti in nazionale ― Irlanda del Nord | Cronologia completa delle presenze e delle reti in nazionale ― Irlanda del Nord | Cronologia completa delle presenze e delle reti in nazionale ― Irlanda del Nord | Cronologia completa delle presenze e delle reti in nazionale ― Irlanda del Nord | Cronologia completa delle presenze e delle reti in nazionale ― Irlanda del Nord | Cronologia completa delle presenze e delle reti in nazionale ― Irlanda del Nord | Cronologia completa delle presenze e delle reti in nazionale ― Irlanda del Nord | Cronologia completa delle presenze e delle reti in nazionale ― Irlanda del Nord |
| Data                                                                            | Città                                                                           | In casa                                                                         | Risultato                                                                       | Ospiti                                                                          | Competizione                                                                    | Reti                                                                            | Note                                                                            |
| ------------------------------------------------------------------------------- | ------------------------------------------------------------------------------- | ------------------------------------------------------------------------------- | ------------------------------------------------------------------------------- | ------------------------------------------------------------------------------- | ------------------------------------------------------------------------------- | ------------------------------------------------------------------------------- | ------------------------------------------------------------------------------- |
| 13-2-2002                                                                       | Limassol                                                                        | Irlanda del Nord                                                                | 1 – 4                                                                           | Polonia                                                                         | Amichevole                                                                      | -                                                                               | 82’                                                                             |
| 21-8-2002                                                                       | Belfast                                                                         | Irlanda del Nord                                                                | 0 – 0                                                                           | Cipro                                                                           | Amichevole                                                                      | -                                                                               | 46’                                                                             |
| 31-3-2004                                                                       | Tallinn                                                                         | Estonia                                                                         | 0 – 1                                                                           | Irlanda del Nord                                                                | Amichevole                                                                      | -                                                                               | 79’                                                                             |
| 18-8-2004                                                                       | Zurigo                                                                          | Svizzera                                                                        | 0 – 0                                                                           | Irlanda del Nord                                                                | Amichevole                                                                      | -                                                                               | 78’                                                                             |
| 7-9-2005                                                                        | Belfast                                                                         | Irlanda del Nord                                                                | 1 – 0                                                                           | Inghilterra                                                                     | Qual. Mondiali 2006                                                             | -                                                                               | 90+2’                                                                           |
| 8-10-2005                                                                       | Belfast                                                                         | Irlanda del Nord                                                                | 2 – 3                                                                           | Galles                                                                          | Qual. Mondiali 2006                                                             | -                                                                               | 82’                                                                             |
| 12-10-2005                                                                      | Vienna                                                                          | Austria                                                                         | 2 – 0                                                                           | Irlanda del Nord                                                                | Qual. Mondiali 2006                                                             | -                                                                               |                                                                                 |
| 1-3-2006                                                                        | Belfast                                                                         | Irlanda del Nord                                                                | 1 – 0                                                                           | Estonia                                                                         | Amichevole                                                                      | -                                                                               |                                                                                 |
| 21-5-2006                                                                       | East Rutherford                                                                 | Uruguay                                                                         | 1 – 0                                                                           | Irlanda del Nord                                                                | Amichevole                                                                      | -                                                                               | 83’                                                                             |
| 26-5-2006                                                                       | Chicago                                                                         | Romania                                                                         | 2 – 0                                                                           | Irlanda del Nord                                                                | Amichevole                                                                      | -                                                                               |                                                                                 |
| 16-8-2006                                                                       | Helsinki                                                                        | Finlandia                                                                       | 1 – 2                                                                           | Irlanda del Nord                                                                | Amichevole                                                                      | -                                                                               | 65’                                                                             |
| 2-9-2006                                                                        | Belfast                                                                         | Irlanda del Nord                                                                | 0 – 3                                                                           | Islanda                                                                         | Qual. Euro 2008                                                                 | -                                                                               | 76’                                                                             |
| 6-9-2006                                                                        | Belfast                                                                         | Irlanda del Nord                                                                | 3 – 2                                                                           | Spagna                                                                          | Qual. Euro 2008                                                                 | -                                                                               | 79’                                                                             |
| 7-10-2006                                                                       | Copenaghen                                                                      | Danimarca                                                                       | 0 – 0                                                                           | Irlanda del Nord                                                                | Qual. Euro 2008                                                                 | -                                                                               | 44’                                                                             |
| 6-2-2007                                                                        | Belfast                                                                         | Irlanda del Nord                                                                | 0 – 0                                                                           | Galles                                                                          | Amichevole                                                                      | -                                                                               |                                                                                 |
| 24-3-2007                                                                       | Vaduz                                                                           | Liechtenstein                                                                   | 1 – 4                                                                           | Irlanda del Nord                                                                | Qual. Euro 2008                                                                 | -                                                                               |                                                                                 |
| 28-3-2007                                                                       | Belfast                                                                         | Irlanda del Nord                                                                | 2 – 1                                                                           | Svezia                                                                          | Qual. Euro 2008                                                                 | -                                                                               |                                                                                 |
| 22-8-2007                                                                       | Belfast                                                                         | Irlanda del Nord                                                                | 3 – 1                                                                           | Liechtenstein                                                                   | Qual. Euro 2008                                                                 | -                                                                               | 44’                                                                             |
| 8-9-2007                                                                        | Riga                                                                            | Lettonia                                                                        | 1 – 0                                                                           | Irlanda del Nord                                                                | Qual. Euro 2008                                                                 | -                                                                               |                                                                                 |
| 12-9-2007                                                                       | Reykjavík                                                                       | Islanda                                                                         | 2 – 1                                                                           | Irlanda del Nord                                                                | Qual. Euro 2008                                                                 | -                                                                               |                                                                                 |
| 20-8-2008                                                                       | Glasgow                                                                         | Scozia                                                                          | 0 – 0                                                                           | Irlanda del Nord                                                                | Amichevole                                                                      | -                                                                               | 76’                                                                             |
| 19-11-2008                                                                      | Belfast                                                                         | Irlanda del Nord                                                                | 0 – 2                                                                           | Ungheria                                                                        | Amichevole                                                                      | -                                                                               | 55’                                                                             |
| 29-2-2012                                                                       | Belfast                                                                         | Irlanda del Nord                                                                | 0 – 3                                                                           | Norvegia                                                                        | Amichevole                                                                      | -                                                                               | 46’                                                                             |
| 2-6-2012                                                                        | Amsterdam                                                                       | Paesi Bassi                                                                     | 6 – 0                                                                           | Irlanda del Nord                                                                | Amichevole                                                                      | -                                                                               | 14’ 62’                                                                         |
| Totale                                                                          |                                                                                 | Presenze                                                                        | 24                                                                              |                                                                                 | Reti                                                                            | 0                                                                               |                                                                                 |

### Statistiche da allenatore
Statistiche aggiornate al 1 luglio 2022.
| Stagione               | Squadra                | Campionato             | Campionato | Campionato | Campionato | Campionato | Coppe nazionali | Coppe nazionali | Coppe nazionali | Coppe nazionali | Coppe nazionali | Coppe continentali | Coppe continentali | Coppe continentali | Coppe continentali | Coppe continentali | Altre coppe | Altre coppe | Altre coppe | Altre coppe | Altre coppe | Totale | Totale | Totale | Totale | % Vittorie | Piazzamento |
| Stagione               | Squadra                | Comp                   | G          | V          | N          | P          | Comp            | G               | V               | N               | P               | Comp               | G                  | V                  | N                  | P                  | Comp        | G           | V           | N           | P           | G      | V      | N      | P      | %          | Piazzamento |
| ---------------------- | ---------------------- | ---------------------- | ---------- | ---------- | ---------- | ---------- | --------------- | --------------- | --------------- | --------------- | --------------- | ------------------ | ------------------ | ------------------ | ------------------ | ------------------ | ----------- | ----------- | ----------- | ----------- | ----------- | ------ | ------ | ------ | ------ | ---------- | ----------- |
| set. 2018-2019         | Cheltenham Town        | FL2                    | 39         | 13         | 11         | 15         | FACup+CdL       | 3+0             | 1               | 1               | 1               | -                  | -                  | -                  | -                  | -                  | FLT         | 4           | 2           | 2           | 0           | 46     | 16     | 14     | 16     | 34,78      | Sub. 16º    |
| 2019-2020              | Cheltenham Town        | FL2                    | 36+2       | 17+1       | 13+0       | 6+1        | FACup+CdL       | 3+1             | 1+0             | 1+0             | 1+1             | -                  | -                  | -                  | -                  | -                  | FLT         | 3           | 1           | 0           | 2           | 45     | 20     | 14     | 11     | 44,44      | 4º          |
| 2020-2021              | Cheltenham Town        | FL2                    | 46         | 24         | 10         | 12         | FACup+CdL       | 4+2             | 1+1             | 2+0             | 1+1             | -                  | -                  | -                  | -                  | -                  | FLT         | 4           | 3           | 0           | 1           | 56     | 29     | 12     | 15     | 51,79      | 1º (prom.)  |
| 2021-2022              | Cheltenham Town        | FL1                    | 46         | 13         | 17         | 16         | FACup+CdL       | 3+3             | 1+1             | 1+1             | 1+1             | -                  | -                  | -                  | -                  | -                  | FLT         | 3           | 0           | 2           | 1           | 55     | 15     | 21     | 19     | 27,27      | 15º         |
| Totale Cheltenham Town | Totale Cheltenham Town | Totale Cheltenham Town | 167+2      | 67+1       | 51+0       | 49+1       |                 | 19              | 6               | 6               | 7               |                    | -                  | -                  | -                  | -                  |             | 14          | 6           | 4           | 4           | 202    | 80     | 61     | 61     | 39,60      |             |
| 2022-2023              | Barnsley               | FL1                    | 0          | 0          | 0          | 0          | FACup+CdL       | 0+0             | 0               | 0               | 0               | -                  | -                  | -                  | -                  | -                  | FLT         | 0           | 0           | 0           | 0           | 0      | 0      | 0      | 0      | —          | in corso    |
| Totale carriera        | Totale carriera        | Totale carriera        | 169        | 68         | 51         | 50         |                 | 19              | 6               | 6               | 7               |                    | -                  | -                  | -                  | -                  |             | 14          | 6           | 4           | 4           | 202    | 80     | 61     | 61     | 39,60      |             |

## Palmarès

### Giocatore

#### Competizioni nazionali
- Campionato inglese di seconda divisione: 1

Burnley: 2015-2016
- Football Conference: 1

Cheltenham Town: 1998-1999
- FA Trophy: 1

Cheltenham Town: 1997-1998

#### Individuale
- Squadra dell'anno della PFA: 1

2001-2002 (Division Three)

### Allenatore

#### Competizioni nazionali
- Campionato inglese di quarta divisione: 1

Cheltenham Town: 2020-2021